# Torneo Uncaf Sub-19 Femenino de 2023
El Torneo Sub-19 Femenino Uncaf FIFA Forward 2023 fue un torneo que reunió a los siete países centroamericanos y como invitado especial, República Dominicana, con sede en Honduras.

## Sistema de competición
El torneo se dividió en dos grupos, con 8 selecciones participantes, en el que la selección con más puntos entre el grupo A y B, clasificaban a la final.

## Equipos participantes
| Equipos participantes | Equipos participantes | Equipos participantes | Equipos participantes |
| --------------------- | --------------------- | --------------------- | --------------------- |
| Costa Rica            | Nicaragua             | Honduras              | El Salvador           |
| Belice                | Panamá                | Guatemala             | República Dominicana  |

## Fase de grupos

### Grupo A
| Selección | Pts. | PJ | PG | PE | PP | GF | GC |
| --------- | ---- | -- | -- | -- | -- | -- | -- |
| Panamá    | 9    | 3  | 3  | 0  | 0  | 6  | 1  |
| Honduras  | 6    | 3  | 2  | 0  | 1  | 6  | 4  |
| Guatemala | 3    | 3  | 1  | 0  | 2  | 2  | 5  |
| Belice    | 0    | 3  | 0  | 0  | 3  | 1  | 5  |

| 5 de marzo | Guatemala | 0:1     | Panamá | Centro Alto Rendimiento de Olimpia, Tegucigalpa |                         |
| 11:00      |           | Reporte |        | Árbitra: Ximena Márquez                         | Árbitra: Ximena Márquez |

| 5 de marzo | Honduras | 2:0     | Belice | Centro Alto Rendimiento de Olimpia, Tegucigalpa |                         |
| 15:10      |          | Reporte |        | Árbitra: Daniela Romero                         | Árbitra: Daniela Romero |

| 7 de marzo | Belice | 1:2     | Guatemala | Centro Alto Rendimiento de Olimpia, Tegucigalpa |                            |
| 11:00      |        | Reporte |           | Árbitra: Melissa Caballero                      | Árbitra: Melissa Caballero |

| 7 de marzo | Honduras | 1:4     | Panamá | Centro Alto Rendimiento de Olimpia, Tegucigalpa |                         |
| 16:10      |          | Reporte |        | Árbitra: Dannia Sevilla                         | Árbitra: Dannia Sevilla |

| 9 de marzo | Panamá | 1:0     | Belice | Centro Alto Rendimiento de Olimpia, Tegucigalpa |                         |
| 12:10      |        | Reporte |        | Árbitra: Merlin Vanessa                         | Árbitra: Merlin Vanessa |

| 9 de marzo | Honduras | 3:0     | Guatemala | Centro Alto Rendimiento de Olimpia, Tegucigalpa |                         |
| 15:10      |          | Reporte |           | Árbitra: Dannia Sevilla                         | Árbitra: Dannia Sevilla |

### Grupo B
| Selección            | Pts. | PJ | PG | PE | PP | GF | GC |
| -------------------- | ---- | -- | -- | -- | -- | -- | -- |
| El Salvador          | 9    | 3  | 3  | 0  | 0  | 8  | 2  |
| Costa Rica           | 6    | 3  | 2  | 0  | 1  | 4  | 2  |
| República Dominicana | 3    | 3  | 1  | 0  | 2  | 2  | 5  |
| Nicaragua            | 0    | 3  | 0  | 0  | 3  | 1  | 6  |

| 5 de marzo | Nicaragua | 0:1     | República Dominicana | Centro Alto Rendimiento de Olimpia, Tegucigalpa |                        |
| 11:00      |           | Reporte |                      | Árbitra: Dilia Bradley                          | Árbitra: Dilia Bradley |

| 5 de marzo | Costa Rica | 0:2     | El Salvador | Centro Alto Rendimiento de Olimpia, Tegucigalpa |                          |
| 15:00      |            | Reporte |             | Árbitra: Génesis De León                        | Árbitra: Génesis De León |

| 7 de marzo | El Salvador | 3:1     | Nicaragua | Centro Alto Rendimiento de Olimpia, Tegucigalpa |                        |
| 11:00      |             | Reporte |           | Árbitra: Ada Tolentino                          | Árbitra: Ada Tolentino |

| 7 de marzo | República Dominicana | 0:2     | Costa Rica | Centro Alto Rendimiento de Olimpia, Tegucigalpa |                         |
| 13:00      |                      | Reporte |            | Árbitra: Merlin Vanessa                         | Árbitra: Merlin Vanessa |

| 9 de marzo | El Salvador | 3:1     | República Dominicana | Centro Alto Rendimiento de Olimpia, Tegucigalpa |                        |
| 11:00      |             | Reporte |                      | Árbitra: Belkis Flores                          | Árbitra: Belkis Flores |

| 9 de marzo | Costa Rica | 2:0     | Nicaragua | Centro Alto Rendimiento de Olimpia, Tegucigalpa |                          |
| 13:00      |            | Reporte |           | Árbitra: Génesis De León                        | Árbitra: Génesis De León |

## Fase final

### Séptima posición
| 11 de marzo | Belice | 0:3     | Nicaragua | Centro Alto Rendimiento de Olimpia, Tegucigalpa |                        |
| 10:30       |        | Reporte |           | Árbitra: Ada Tolentino                          | Árbitra: Ada Tolentino |

### Quinta posición
| 11 de marzo | Guatemala | 1:3     | República Dominicana | Centro Alto Rendimiento de Olimpia, Tegucigalpa |                         |
| 14:50       |           | Reporte |                      | Árbitra: Daniela Romero                         | Árbitra: Daniela Romero |

### Tercera posición
| 11 de marzo | Honduras | 1:5     | Costa Rica | Centro Alto Rendimiento de Olimpia, Tegucigalpa |                        |
| 10:40       |          | Reporte |            | Árbitra: Dilia Bradley                          | Árbitra: Dilia Bradley |

### Final
| 11 de marzo | El Salvador | 3:3 (4:3 p.) | Panamá | Centro Alto Rendimiento de Olimpia, Tegucigalpa |                         |
| 15:00       |             | Reporte      |        | Árbitra: Ximena Márquez                         | Árbitra: Ximena Márquez |

|                                 |
| Bandera de El Salvador          |
| Campeón El Salvador 1.er título |